# 郭景祥
郭景祥（?—?），濠州（今安徽鳳陽）人，明朝初期政治人物。
其早年與同鄉李夢庚一同跟隨助朱元璋渡江，后任參謀，行中書省左右司郎中。后升任大都督府參軍。其性格直率、廣博史書，遇事敢言，朱元璋甚器重之。當時克滁州、太平、溧陽，由於城郭破損嚴重，受命完善和州城池。后授和州總制，其屯田練兵，威望甚重。最後官至浙江行省參政。